# On The Wilde Side
On The Wilde Side, est une émission de radio de jazz de Radio Classique, présentée depuis 2020 par le pianiste de jazz et animateur de radio franco-américain Laurent de Wilde.

## Histoire
Après avoir animé l’émission radiophonique hebdomadaire Portraits in Jazz pour TSF Jazz, de 2016 à 2020, Laurent de Wilde anime cette émission de jazz de référence, de début de soirée, de Radio Classique, depuis 2020, en évoquant l'histoire du jazz à travers divers jazzmen, thématiques et titres de jazz, avec pour indicatif musical de son émission le titre Kathy's Waltz (nommé d'après le prénom de la fille de Dave Brubeck) de l'album Time Out du The Dave Brubeck Quartet, de 1959, avec Dave Brubeck au piano, Paul Desmond au saxophone, Eugene Wright à la contrebasse et Joe Morello à la batterie. 